# Liste der Biografien/Tok
Liste der Biografien |
Portal Biografien |
Personensuche
# |
A |
B |
C |
D |
E |
F |
G |
H |
I |
J |
K |
L |
M |
N |
O |
P |
Q |
R |
S |
T |
U |
V |
W |
X |
Y |
Z |
?
 
Ta |
Tc |
Te |
Tf |
Tg |
Th |
Ti |
Tj |
Tk |
Tl |
Tm |
To |
Tq |
Tr |
Ts |
Tu |
Tv |
Tw |
Tx |
Ty |
Tz
 
Toa |
Tob |
Toc |
Tod |
Toe |
Tof |
Tog |
Toh |
Toi |
Toj |
Tok |
Tol |
Tom |
Ton |
Too |
Top |
Toq |
Tor |
Tos |
Tot |
Tou |
Tov |
Tow |
Tox |
Toy |
Toz
Die Liste der Biografien führt alle Personen auf, die in der deutschsprachigen Wikipedia einen Artikel haben. Dieses ist eine Teilliste mit 158 Einträgen von Personen, deren Namen mit den Buchstaben „Tok“ beginnt.

## Tok
- Ťok, Dan (* 1959), tschechischer Manager und Politiker
- Tok, Ekrem (1892–1975), türkischer Mediziner und Staatssekretär
- Tok, Erol (* 1951), türkischer Fußballtrainer
- Tok, Hüseyin (* 1953), türkischer Fußballspieler und -trainer
- Tok, Hüseyin (* 1988), türkischer Fußballspieler
- Tok, Tayfun (* 1986), deutscher Politiker (Bündnis 90/Die Grünen)

### Toka
- Toka, Olibia (* 1981), griechische Gewichtheberin
- Toka, Saltschak Kalbakchorekowitsch (1901–1973), tuwinisch-sowjetischer Politiker
- Tokaç, Muzaffer (1922–2009), türkischer Fußballspieler
- Tokaç, Ömer (* 2000), deutsch-türkischer Fußballspieler
- Tokai, Kisaburō (* 1948), japanischer Politiker
- Tōkai, Sanshi (1852–1922), japanischer Schriftsteller und Parlamentarier
- Tōkairin, Fumiko, japanische Badmintonspielerin
- Tokaj, Michał (* 1974), polnischer Jazzmusiker (Piano, Komposition)
- Tokaji, Viktor (* 1977), ungarischer Eishockeyspieler
- Tokak, Kemal (* 1989), türkischer Fußballspieler
- Tokár, František (1925–1993), slowakischer Tischtennisspieler
- Tokar, Mark (* 1974), ukrainischer Jazzmusiker und Komponist
- Tokar, Norman (1919–1979), US-amerikanischer Filmregisseur und Schauspieler
- Tokar, Olena (* 1987), ukrainische Opernsängerin in der Stimmlage Sopran
- Tokarczuk, Ignacy (1918–2012), polnischer Geistlicher, römisch-katholischer Erzbischof von Przemyśl
- Tokarczuk, Olga (* 1962), polnische Schriftstellerin und Nobelpreisträgerin
- Tokarczyk, Zofia (* 1963), polnische Eisschnellläuferin
- Tokareva, Masha (* 1981), deutsch-russische SchauspielerinMasha Tokareva (* 1981)

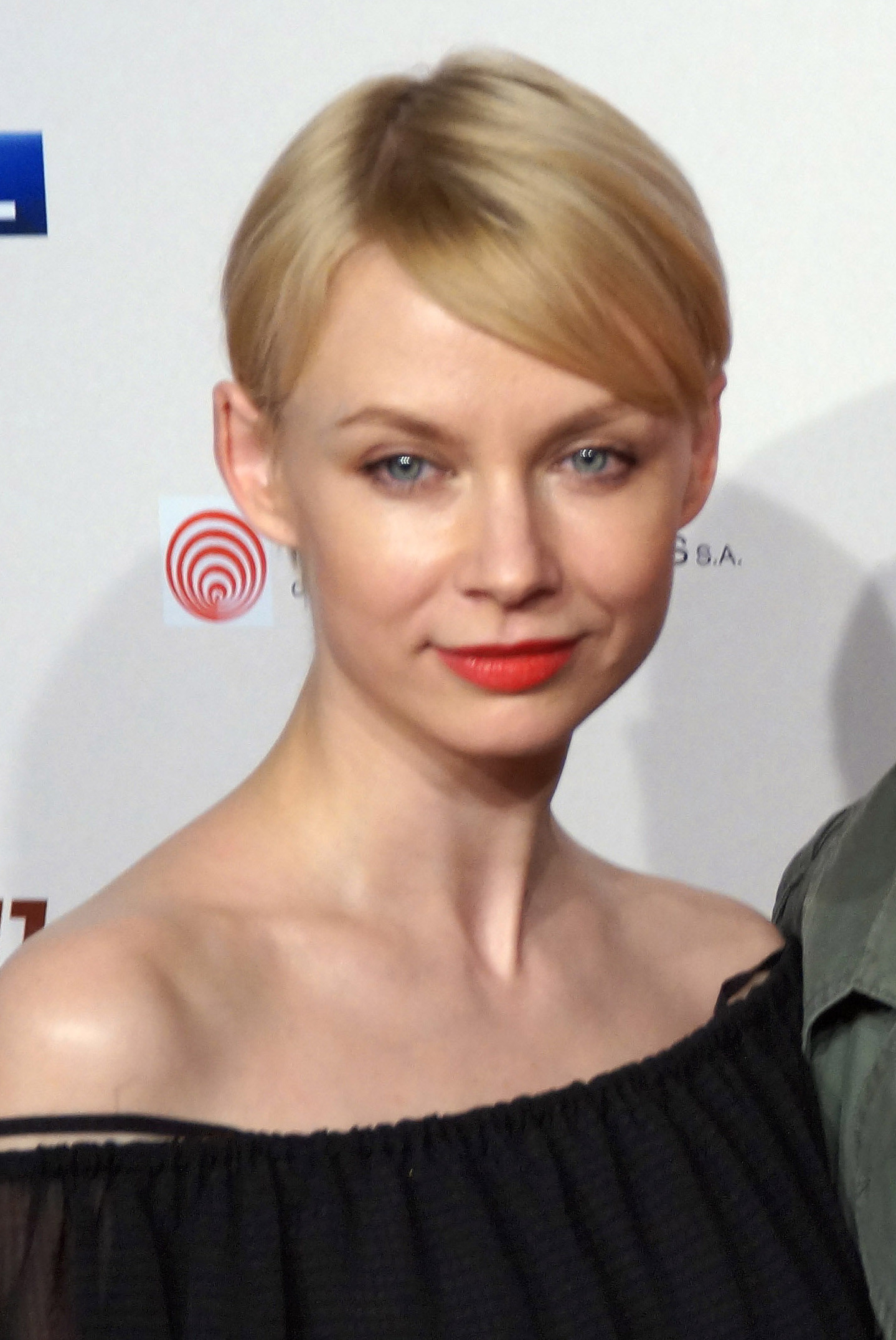
Masha Tokareva (* 1981)

- Tokarew, Boris Sergejewitsch (1927–2002), sowjetischer Leichtathlet
- Tokarew, Fjodor Wassiljewitsch (1871–1968), russischer Waffenkonstrukteur
- Tokarew, Nikolai Alexandrowitsch (* 1983), russischer Pianist
- Tokarew, Nikolai Andrejewitsch (1787–1866), russischer Bildhauer
- Tokarew, Nikolai Petrowitsch (* 1950), russischer Manager
- Tokarew, Sergei Alexandrowitsch (1899–1985), sowjetischer Ethnologe und Religionswissenschaftler
- Tokarew, Wadim Alexandrowitsch (* 1972), russischer Boxer
- Tokarew, Waleri Iwanowitsch (* 1952), russischer Kosmonaut
- Tokarew, Willi Iwanowitsch (1934–2019), russischer Musiker
- Tokarew, Wjatscheslaw (* 1986), kasachischer Eishockeyspieler
- Tokarewa, Anastassija Igorewna (* 1986), russische Biathletin
- Tokarewa, Olga Olgerdowna (* 1956), sowjetische bzw. russische Schauspielerin, Schauspiellehrerin und Synchronsprecherin
- Tokarewa, Wiktorija Samuilowna (* 1937), russische Schriftstellerin
- Tokarski, Dustin (* 1989), kanadischer Eishockeytorwart
- Tokarski, Mateusz (1747–1807), polnischer Maler des Klassizismus
- Tokarski, Walter (* 1946), deutscher Universitätsprofessor für Sportpolitik und Freizeitforschung
- Tokas, Marios (1954–2008), griechisch-zypriotischer Musiker
- Tokashiki, Katsuo (* 1960), japanischer Boxer im Halbfliegengewicht
- Tokat, Ömer (1917–1942), jugoslawisch-türkischer Student und Attentäter auf Franz von Papen
- Tokayer, Alfred (1900–1943), deutscher Musiker und Komponist
- Tokazier, Abraham (1909–1976), finnischer Sprinter

### Tokc
- Tokcan, Yurdal (* 1966), türkischer Oudspieler, Musikpädagoge und Komponist

### Tokd
- Tokdemir, Sera (* 1981), türkische Schauspielerin

### Toke
- Toke Gormsson, Graf/Herzog von Vendsyssel, König von Schonen
- Tőke, Zoltán (* 1994), rumänischer Eishockeytorwart
- Toker, Arzu (* 1952), deutsche Schriftstellerin, Journalistin und Publizistin
- Toker, Eliahu (1934–2010), argentinischer Schriftsteller und Übersetzer
- Toker, Olgun (* 1986), türkischer Schauspieler
- Tőkés, László (* 1952), rumänischer Magyare, evangelisch-reformierter Bischof und Politiker, MdEPLászló Tőkés (* 1952)

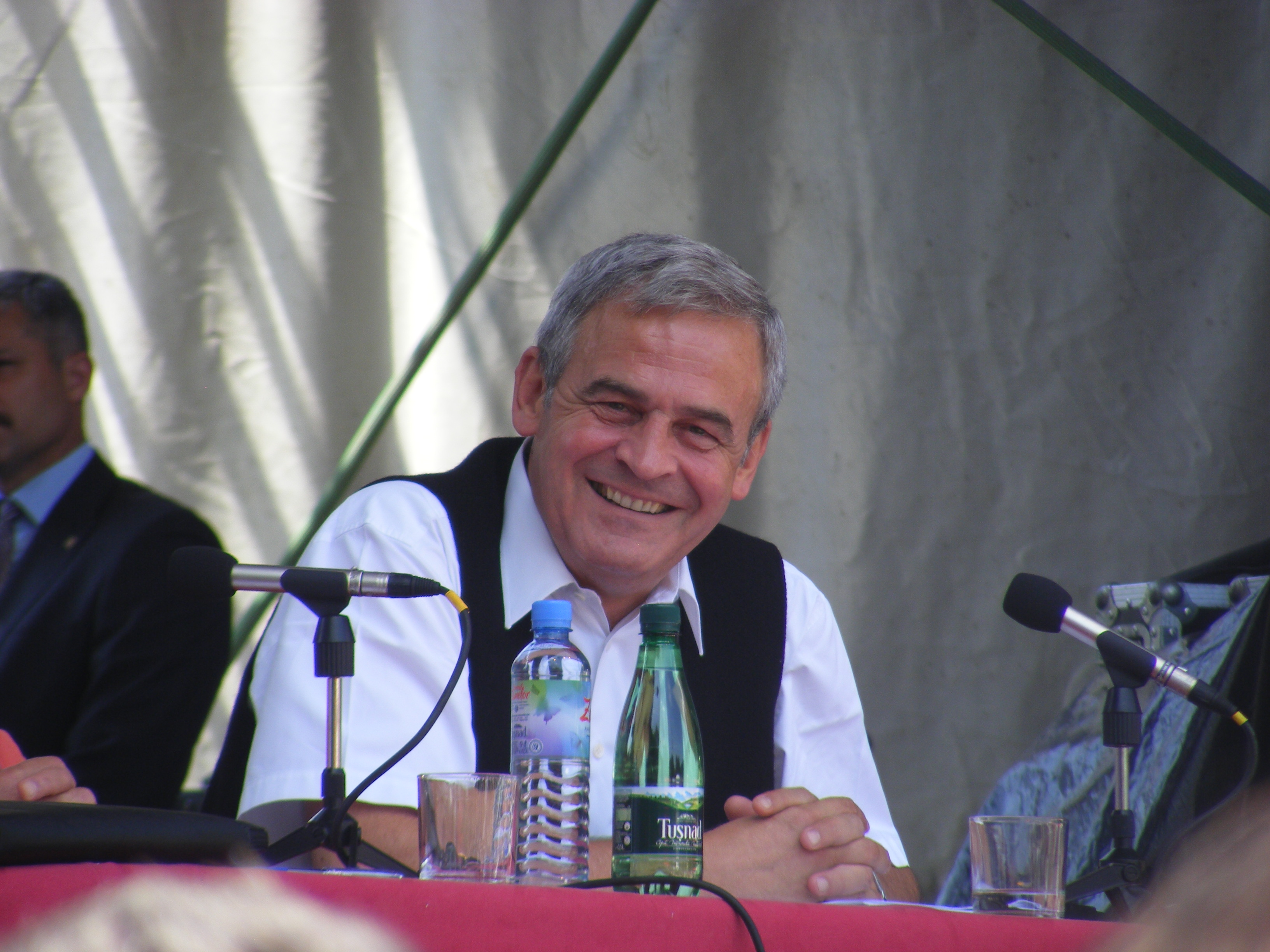
László Tőkés (* 1952)

### Tokh
- Tokhi, Nazo, afghanische Volksheldin und Dichterin

### Toki
- Toki, Hidefumi (1950–2021), japanischer Jazzmusiker
- Toki, Masazō (1893–1963), japanischer Ökonom, Professor für Betriebswirtschaftslehre
- Tōki, Susumu (* 1974), japanischer Sumōringer
- Toki, Valmaine, neuseeländische Juristin und Menschenrechtsexpertin
- Toki, Zenmaro (1885–1980), japanischer Journalist, Literaturwissenschaftler und Lyriker
- Tokić, Ante (* 1993), kroatischer Handballspieler
- Tokič, Bojan (* 1981), slowenischer Tischtennisspieler und -trainer
- Tokić, Mario (* 1975), kroatischer Fußballspieler und -trainer
- Tokida, Masato (* 1997), japanischer Fußballspieler
- Tokieda, Motoki (1900–1967), japanischer Maler
- Tokieda, Tadashi (* 1968), japanischer Mathematiker, dessen Hauptgebiet die mathematische Physik ist
- Tokihisa, Shōgo (* 1984), japanischer Fußballspieler
- Tokiltoeton, König von Nobatial Nubien (um 577)
- Tokimonsta, amerikanische Produzentin von Hip-Hop und elektronischer Musik
- Tokioka, Hiromasa (* 1974), japanischer Fußballspieler
- Tokisaki, Rui (* 1982), japanischer Fußballspieler
- Tokisaki, Yū (* 1979), japanischer Fußballspieler
- Tokita, Kamekichi (1897–1948), japanisch-amerikanischer Maler und Tagebuchschreiber
- Tokita, Kōhei (* 1986), japanischer Fußballspieler
- Tokita, Masanori (1925–2004), japanischer Fußballspieler
- Tokita, Shūsaku (* 1990), japanischer Fußballspieler
- Tokiwa, Kyōta (* 2002), japanischer Fußballspieler
- Tokiwa, Mitsunaga, japanischer Maler
- Tokiwa, Satoshi (* 1987), japanischer Fußballspieler
- Tokiwa, Yu (* 1998), japanischer Fußballspieler
- Tokizawa, Satoshi (* 1985), japanischer Fußballspieler

### Tokl
- Toklas, Alice B. (1877–1967), US-amerikanische Kochbuchautorin und Partnerin von Gertrude SteinAlice B. Toklas (1877–1967)

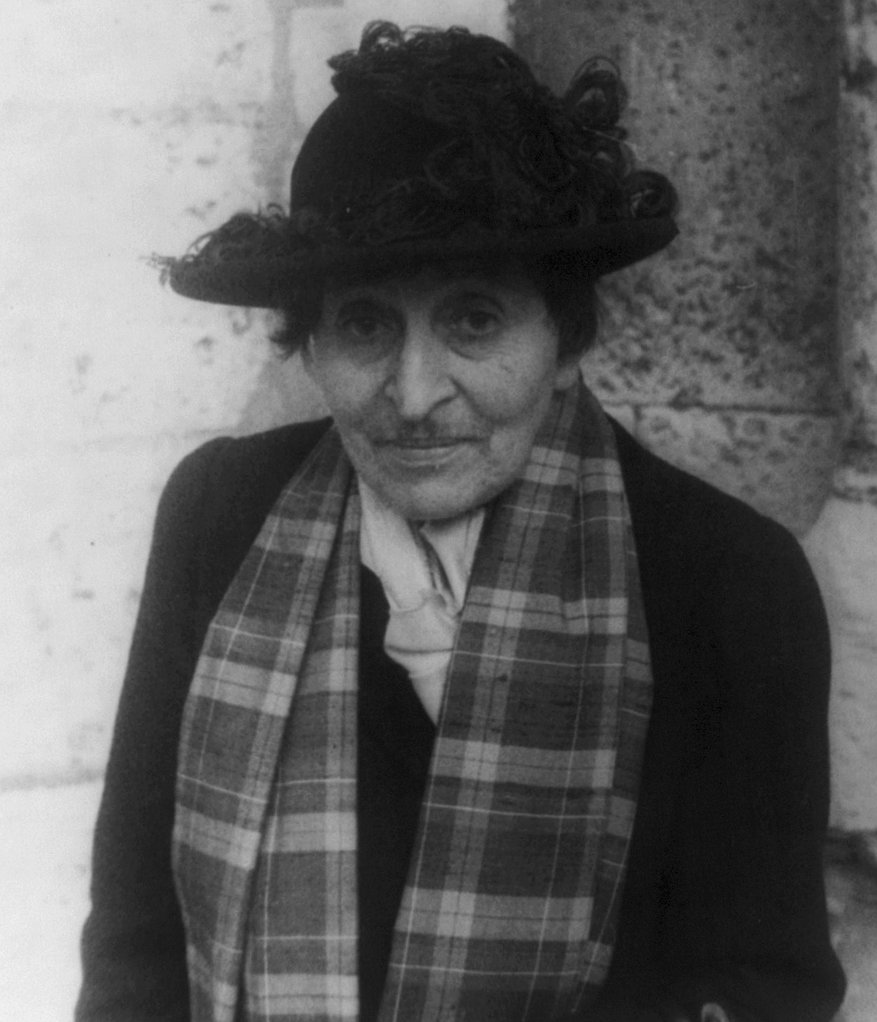
Alice B. Toklas (1877–1967)

- Tokle, Arthur (1922–2005), US-amerikanischer Skispringer

### Tokm
- Tokmak, Dergin (* 1973), deutscher Tänzer und Akrobat
- Tokmak, Hüseyin (* 1994), türkischer Fußballspieler
- Tokmak, Muhammet (* 1972), deutscher Politiker (SPD), MdBB
- Tokmak, Rana (* 1996), deutsche rhythmische Sportgymnastin
- Tokmakowa, Irina Petrowna (1929–2018), sowjetische bzw. russische Dichterin, Kinderbuchautorin, Übersetzerin und Drehbuchautorin
- Tokmaktschiew, Tontscho (* 1963), bulgarischer Schauspieler

### Toko
- Toko Ekambi, Karl (* 1992), kamerunischer Fußballspieler
- Toko, Nzuzi (* 1990), kongolesisch-schweizerischer Fußballspieler
- Toko, Yutaka (* 2003), japanischer Eishockeyspieler
- Tokoi, Oskari (1873–1963), finnischer Politiker, Mitglied des Reichstags, Regierungschef, Minister im Volkskommissariat
- Tököli, Attila (* 1976), ungarischer Fußballspieler
- Tokombajew, Aaly (1904–1988), kirgisischer Dichter
- Tokonami, Takejirō (1867–1935), japanischer Politiker
- Toköz, Dorukhan (* 1996), türkischer Fußballspieler

### Tokp
- Tokpa, Jean (1934–2002), ivorischer Fußballspieler

### Tokr
- Tokranow, Wassili Wiktorowitsch (* 1989), russischer Eishockeyspieler

### Toks
- Toksöz, Deran (* 1988), deutscher Fußballspieler
- Toksöz, Nafi (* 1934), türkisch-amerikanischer Geophysiker
- Toksvig, Sandi (* 1958), britische Schriftstellerin, Komikerin, Radio- und TV-ModeratorinSandi Toksvig (* 1958)

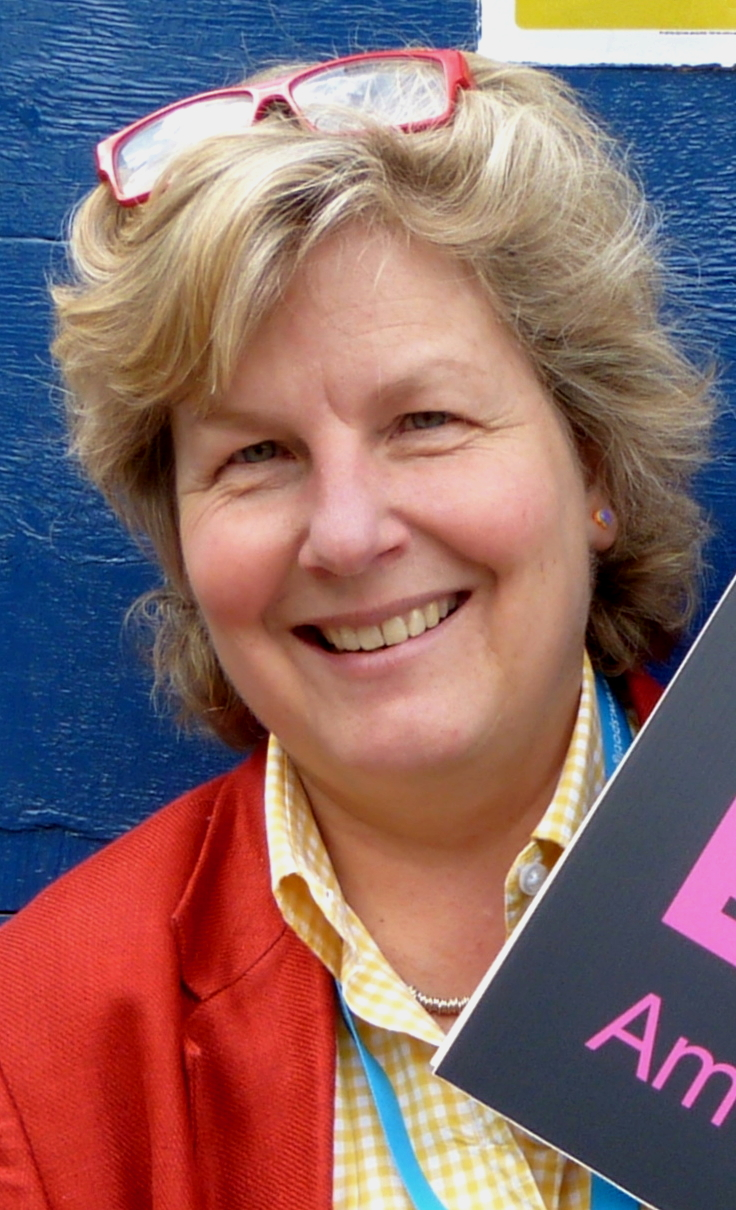
Sandi Toksvig (* 1958)

### Tokt
- Toktamisch, Khan der Goldenen Horde
- Toktogasijew, Tilek (* 1990), kirgisischer Unternehmer und Politiker
- Toktu († 767), Herrscher über Bulgarien (766–767)

### Toku
- Tokuda Kyūichi (1894–1953), Politiker und Marxist
- Tokuda, Atsuko (* 1955), japanische Badmintonspielerin
- Tokuda, Homare (* 2007), japanischer Fußballspieler
- Tokuda, Jill (* 1976), US-amerikanische Politikerin der Demokratischen Partei
- Tokuda, Rinsai (1880–1947), japanischer Maler der Nihonga-Richtung
- Tokuda, Shigeo (* 1934), japanischer Pornodarsteller
- Tokuda, Shūsei (1872–1943), japanischer Schriftsteller
- Tokugawa Tsunanari (1652–1699), Daimyo von Owari
- Tokugawa, Akitake (1853–1910), japanischer Daimyō
- Tokugawa, Hidetada (1579–1632), japanischer Shogun
- Tokugawa, Ieharu (1737–1786), Shōgun (1780–1786)
- Tokugawa, Iemitsu (1604–1651), 3. Shogun des Tokugawa-Shogunats
- Tokugawa, Iemochi (1846–1866), japanischer Shōgun
- Tokugawa, Ienari (1773–1841), Shōgun (1786–1837)
- Tokugawa, Ienobu (1662–1712), Shōgun (1709–1712)
- Tokugawa, Iesada (1824–1858), Shōgun (1853–1858)
- Tokugawa, Iesato (1863–1940), japanischer Adliger und Politiker
- Tokugawa, Ieshige (1712–1761), Shōgun (1745–1760)
- Tokugawa, Ietsugu (1709–1716), minderjähriger Shōgun (1713–1716)
- Tokugawa, Ietsuna (1641–1680), japanischer Shogun
- Tokugawa, Ieyasu (1543–1616), japanischer Einiger des feudalen JapansTokugawa Ieyasu (1543–1616)

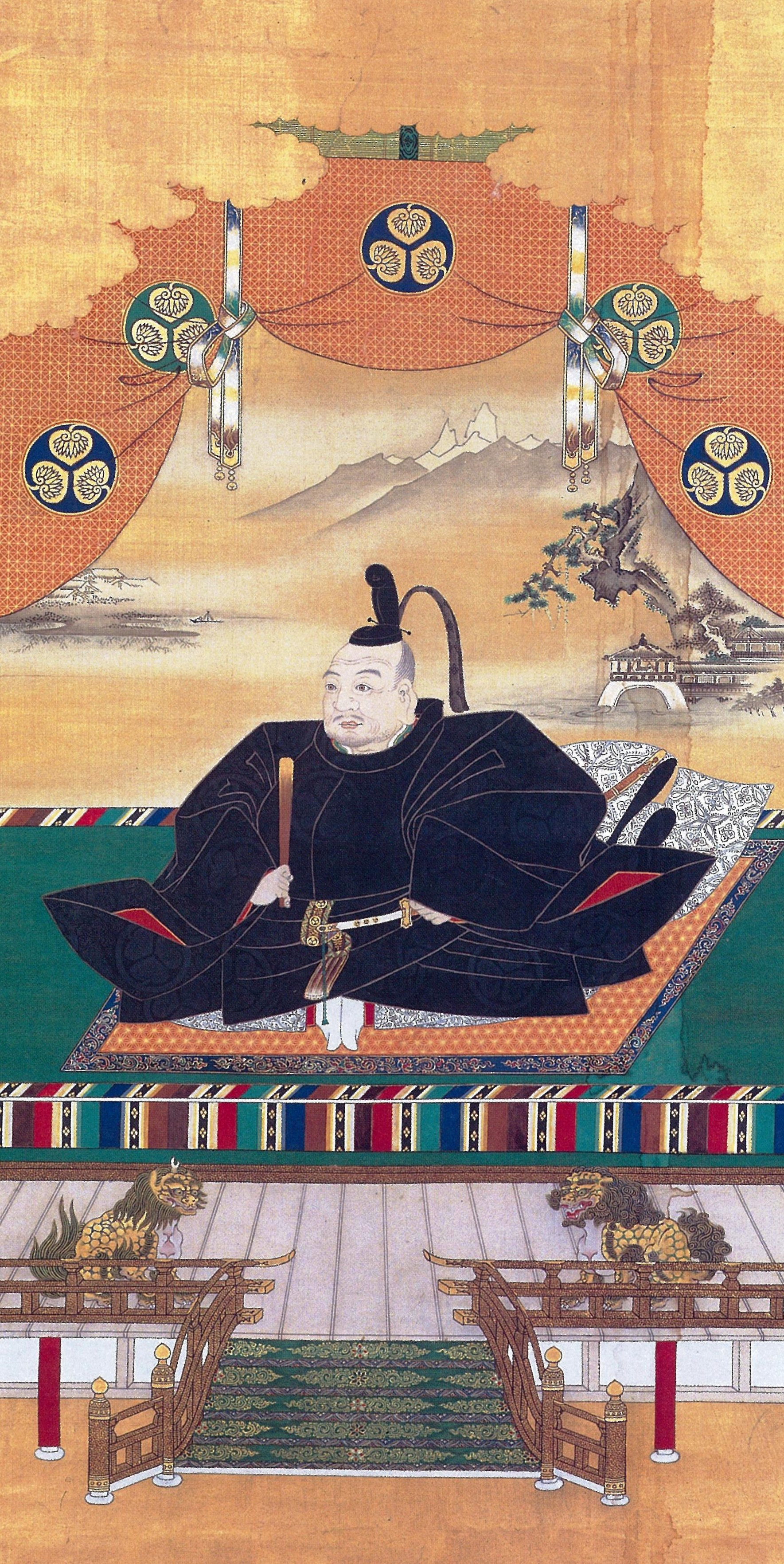
Tokugawa Ieyasu (1543–1616)

- Tokugawa, Ieyoshi (1793–1853), japanischer Shogun
- Tokugawa, Masako (1607–1678), japanische Kaiserin
- Tokugawa, Mitsukuni (1628–1701), japanischer Daimyō
- Tokugawa, Munetake (1715–1771), japanischer Samurai, Waka-Dichter und Kokugaku-Gelehrter
- Tokugawa, Musei (1894–1971), japanischer Stummfilmkommentator, Erzähler, Schriftsteller, Schauspieler
- Tokugawa, Nariaki (1800–1860), Daimyo von Mito
- Tokugawa, Tsunayoshi (1646–1709), japanischer Shōgun
- Tokugawa, Yoshimune (1684–1751), japanischer Shōgun
- Tokugawa, Yoshinobu (1837–1913), letzter japanischer ShōgunTokugawa Yoshinobu (1837–1913)

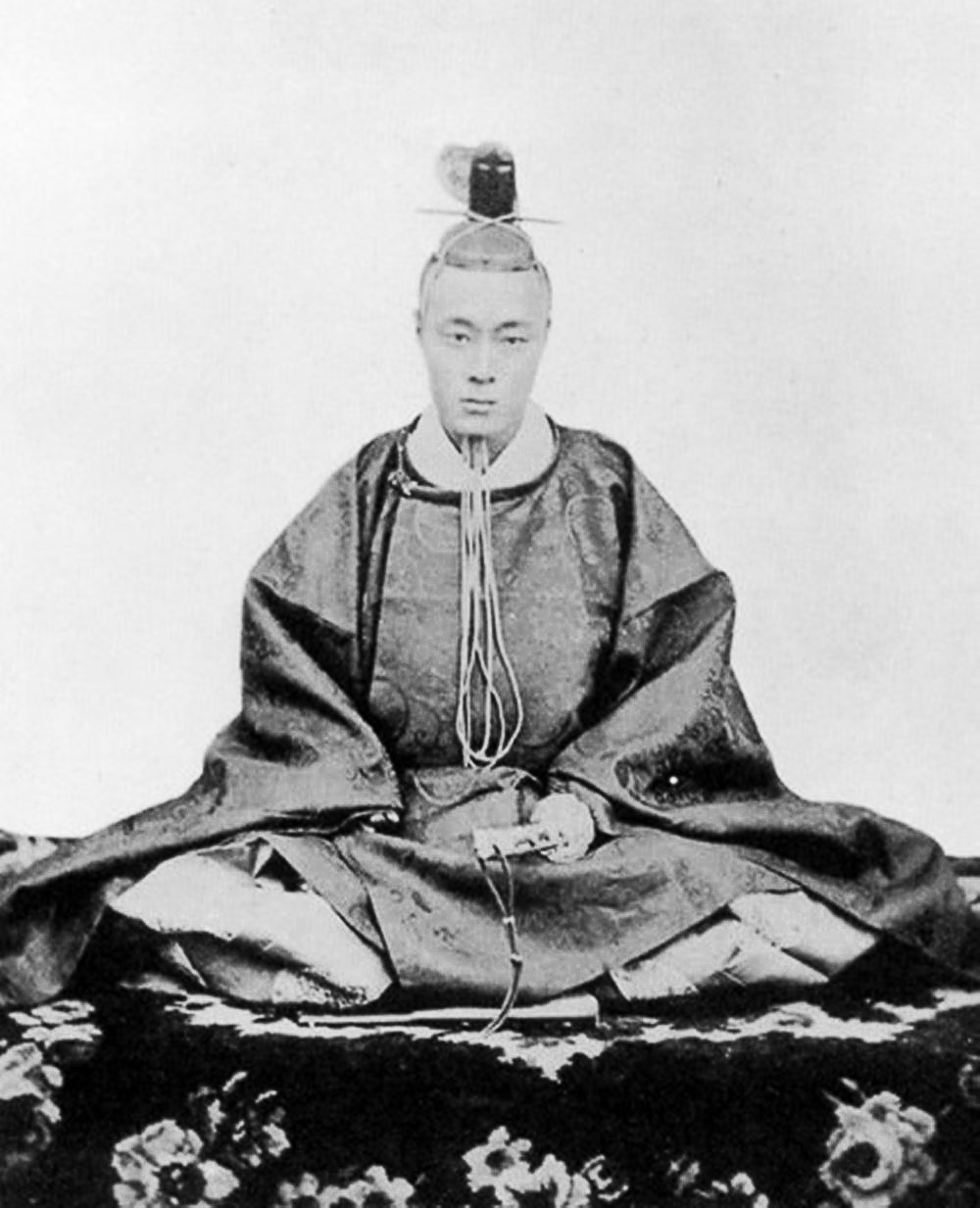
Tokugawa Yoshinobu (1837–1913)

- Tokumoto, Shūhei (* 1995), japanischer Fußballspieler
- Tokunaga, Katsuhiko (* 1957), japanischer Militäraviatik-Fotograf
- Tokunaga, Kōtarō (* 1996), japanischer Fußballspieler
- Tokunaga, Sunao (1899–1958), japanischer Schriftsteller
- Tokunaga, Yūdai (* 1994), japanischer Fußballspieler
- Tokunaga, Yūhei (* 1983), japanischer Fußballspieler
- Tokunbo, deutsch-nigerianische Singer-Songwriterin
- Tokuno, Kazuhiko (* 1974), japanischer Judoka
- Tokuno, Ryōko (* 1974), japanische Beachvolleyballspielerin
- Tokuno, Soki (* 2001), japanischer Fußballspieler
- Tokuoka, Shinsen (1896–1972), japanischer Maler
- Tokura, Ken (* 1986), japanischer Fußballspieler
- Tokura, Ken’ichirō (* 1971), japanischer Fußballspieler
- Tokura, Yoshinori (* 1954), japanischer Physiker
- Tokuriki, Tomikichirō (1902–2000), japanischer Maler
- Tokuş, Zeynep (* 1977), türkische Schauspielerin
- Tokushige, Kenta (* 1984), japanischer Fußballspieler
- Tokushige, Takaaki (* 1975), japanischer Fußballspieler
- Tokutake, Masayuki (* 1991), japanischer Fußballspieler
- Tokutomi, Roka (1868–1927), japanischer Schriftsteller
- Tokutomi, Sohō (1863–1957), japanischer Historiker, Journalist und politischer Berater
- Tokuyama, Masamori (* 1974), nordkoreanischer Boxer im Superfliegengewicht

### Toky
- Tokyay, Enes Hakan (* 1975), deutscher Filmregisseur und Kameramann
- Tokyo, Jori (* 1973), deutscher Künstler